# Efraim Zuroff
Efraim Zuroff, né le 5 août 1948 à New York, est un historien israélien d'origine américaine, directeur du Centre Simon-Wiesenthal à Jérusalem et chasseur de nazis en tant que coordinateur dans la traque de crimes de guerre nazis.
À la suite de la marche aux flambeaux organisée par des partis extrémistes ukrainiens et le régiment Azov pour commémorer la naissance du nationaliste ukrainien et collaborateur Stepan Bandera, le 1er janvier 2015, Efraim Zuroff déclare que cette manifestation sert « à cacher ou minimiser le rôle des collaborateurs nazis locaux dans les crimes de l'Holocauste, promouvoir le bobard de l'équivalence entre les crimes des nazis et des communistes et glorifier les combattants anti-communistes, qui étaient des collaborateurs locaux nazis qui ont participé aux crimes de la Shoah ».
Efraim Zuroff s'est spécialisé dans la traque de criminels de guerre lituaniens ayant agi sous l'uniforme de la SS et dont les crimes commis en einsatzgruppen figurent parmi les plus sanguinaires en nombre de victimes et en termes de cruauté. Il a notamment traqué l'officier nazi lituanien Anton Gecas, responsable de crimes massifs sur les populations juives. Gecas s'était réfugié en Ecosse où il coulait une retraite paisible.
Efraim Zuroff est considéré comme étant le dernier chasseur de nazis.